# Albert Schüle

Albert Schüle

Johann Albert Schüle (* 12. Februar 1890 in Wolfenbrück; † 2. August 1947 ebenda) war ein deutscher Landwirt und Politiker (NSDAP).

## Leben und Wirken
Nach dem Besuch der Volksschule wurde Schüle auf dem Bauernhof seiner Eltern und auf fremden Betrieben zum Landwirt ausgebildet. Den Hof seiner Eltern übernahm er vor dem Ersten Weltkrieg, an dem Schüle von April 1915 bis November 1918 in Sanitätseinheiten teilnahm. Nach Kriegsende bewirtschaftete er seinen Hof, der 16 Hektar Feld und Wald umfasste. 1935 erwarb er weitere 13 Hektar Wald. Schüle war seit 1921 verheiratet.
Von 1918 bis 1931 war Schüle Mitglied des Württembergischen Bauernbundes (WBWB), für den er sich als Vertrauensmann und Redner betätigte. Zudem war er Kreisführer der „Organisation F“, einer paramilitärischen Organisation, die zur Schwarzen Reichswehr gehörte. 1928 kandidierte er erfolglos für den WBWB zum Württembergischen Landtag.
Am 1. März 1932 trat Schüle in die NSDAP (Mitgliedsnummer 972.297) ein, für die er als Gemeinderat in Wolfenbrück und als Gauredner aktiv war. Bei der Wahl im April 1932 zog Schüle für die NSDAP in den Landtag ein, dem er bis zur Auflösung des Parlaments im Herbst 1933 angehörte.
Nach der Machtübertragung an die Nationalsozialisten war Schüle Mitglied des Reichsbauernrats und von 1933 bis 1945 Landesobmann der Landesbauernschaft Württemberg. In der NSDAP war er Gauhauptstellenleiter im Amt für Agrarpolitik des Gaus Württemberg-Hohenzollern. Zudem initiierte er eine Milchverwertungsgenossenschaft. Von November 1933 bis zum Ende der NS-Herrschaft im Frühjahr 1945 war er Abgeordneter im nationalsozialistischen Reichstag, in dem er den Wahlkreis 31 (Württemberg) vertrat. Am 15. August 1934 trat er der Sturmabteilung (SA) bei. Im November 1935 wechselte er von der SA zur SS (SS-Nr. 277.382), in der er nach mehreren Beförderungen im Januar 1941 den Rang eines SS-Sturmbannführers erreichte.
Nach der Befreiung vom Nationalsozialismus war Schüle von Juni 1945 bis März 1947 gemäß dem automatischen Arrest in Ludwigsburg interniert. In seinem Entnazifizierungsverfahren erklärte Schüle, dass die Krise der Landwirtschaft ihn dazu bewogen habe, sich den Nationalsozialisten anzuschließen. Dem Gemeinderat von Oberrot zufolge hatte Schüle sich für Rat- und Hilfesuchende unabhängig von deren Parteimitgliedschaft eingesetzt und keinen politischen Druck ausgeübt. Ein Nachbar gab an, er habe die auf seinem Hof beschäftigten Ausländer „stets gut und anständig behandelt“. Schüle starb im August 1947 durch Suizid. Im April 1948 stellte die Spruchkammer II in Backnang das Entnazifizierungsverfahren mit dem Ergebnis ein, dass Schüle nicht in die Gruppen der „Hauptschuldigen“ oder „Belasteten“ einzustufen sei.
In Niedersteinach wurde 1997 der Albert-Schüle-Weg nach ihm benannt. Im Februar 2019 wurde der Weg in Elzhäuserweg umbenannt.